# 罗马国立中央图书馆
罗马国立中央图书馆（Biblioteca Nazionale Centrale di Roma），意大利罗马市的一个公立图书馆，为意大利两个国立图书馆之一（另一个是佛羅倫薩國立中央圖書館）。该图书馆致力于收藏意大利境内出版的全部出版物以及重要的外国作品，特别是与意大利相关的作品。该馆收藏有7,000,000印刷书籍, 2,000 古籍, 25,000册16世纪书籍，8,000手稿, 10,000绘画, 20,000地图,以及1,342,154手册。

## 外部連結
- 官方网站
- 罗马国立中央图书馆的Facebook專頁
- 罗马国立中央图书馆的Instagram帳戶
- 罗马国立中央图书馆的X（前Twitter）